# Monumentul Natural Peștera Tetra
Monumentul Natural Peștera Tetra (în georgiană თეთრა მღვიმე) este o peșteră carstică situată la 1,6 km nord-vest de Tskaltubo, în municipalitatea Tskaltubo din regiunea Imereti a Georgiei. Cunoscută local ca Peștera Albă, este situată la 140 de metri deasupra nivelului mării.

## Morfologie
Peștera Tetra s-a format în masivul carstic Sataphlia-Tskaltubo. Este decorată natural cu calcar cretos care oferă multă culoare albă în interiorul peșterii. Intrarea în peșteră este protejată de o ușă specială care ascunde o gaură verticală, cu un diametru de 2 metri, cu o podea lungă și orizontală care duce la o peșteră lungă de 25 m și înaltă de 3,5 m, formată din calcar, cu rămășițe caracteristice de cretă albă. Peștera are o diversitate interesantă de canale vechi de sifonare.

## Faună
Speciile regăsite în interiorul peșterii sunt Trachysphaera, Colchidoniscus, Neobisium, Aedes, Dolichopoda, Neelus, Mesogastrura, Pygmarrhopalites, Heteromurus, Lepidocyrtus, Folsomia, Plutomurus, Tegenaria, Carpathonesticus, Archileucogeorgia și Oxychilus.

## Stațiune balneară
Peștera găzduiește prima unitate de speleoterapie din Georgia. Pacienții cu astm bronșic și hipertensiune arterială sunt tratați aici de un secol. În vara anului 2018 s-au efectuat măsurători ale radonului și ionilor ușori în interiorul peșterii. Valoarea măsurată a conținutului de radon a fost de 200÷257 Bq/m³ și radioactivitatea alfa totală în aerul peșterii s-a situat în intervalul 600÷771 Bq/m³. Concentrația măsurată a ionilor ușori a fost de 18200÷22250 cm⁻³ pentru ionii pozitivi și 24000÷24280 cm⁻³ pentru ionii negativi. Pe baza acestor măsurători, s-a concluzionat că condițiile microclimatice, bioclimatice și de ionizare din peșteră sunt adecvate scopurilor terapeutice.

## Sit arheologic
Peștera este un sit arheologic important cunoscut. Aici au fost găsite artefacte antice, cum ar fi fragmente de ceramică, precum și oase ale diferitelor animale, cum ar fi ursul de peșteră, cerbul, bizonul, lupul, vulpea și iepurele.